# Louis-Philippe de Ségur

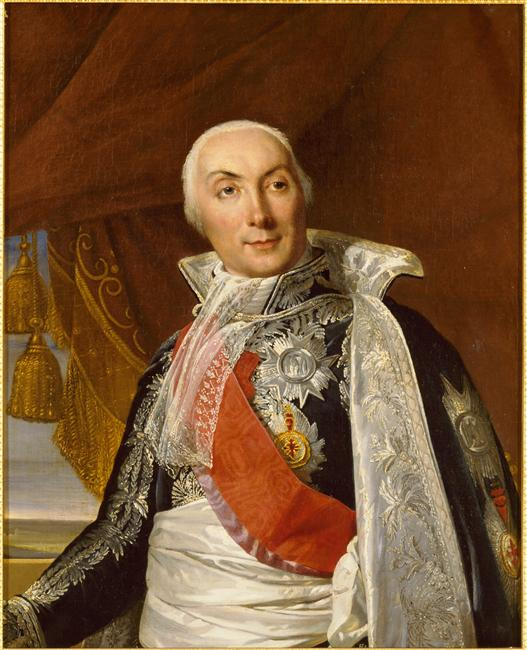
Louis-Philippe de Ségur

Louis Philippe de Ségur (* 10. Dezember 1753 in Paris; † 27. August 1830 ebenda) war ein französischer Diplomat und Schriftsteller.

## Leben
De Ségur stammte aus dem Geschlecht der Grafen von Ségur und war ein Sohn des Marschalls von Frankreich Philippe-Henri de Ségur.
Mit 16 Jahren trat de Ségur 1769 in die Armee ein. Höhepunkt seiner militärischen Karriere war seine Teilnahme als Oberst am Amerikanischen Unabhängigkeitskrieg. 1783 vertrat er als Gesandter sein Heimatland in Sankt Petersburg am Hof der Zarin Katharina II. Als 1789 in Frankreich die Revolution ausbrach, kehrte er nach Paris zurück.
Dort wählte man ihn Ende desselben Jahres in die Nationalversammlung. Der Terrorherrschaft des Wohlfahrtsausschusses entging de Ségur, da er bereits ab Herbst 1792 in Berlin am Hof des preußischen Königs Friedrich Wilhelm II. als Botschafter seines Landes fungierte. Sein militärischer Rang in dieser Zeit war Maréchal de camp.
Nach der Hinrichtung des französischen Königs Ludwig XVI. am 21. Januar 1793 legte de Ségur alle seine politischen Ämter nieder und zog sich auf seine Güter in Châtenay bei Sceaux (Département Hauts-de-Seine) zurück. Als Ende 1799 sich das Konsulat etablierte, ernannte man de Ségur auf Wunsch von Napoleon Bonaparte zum „Staatsrat“ und als solcher war er auch Mitglied der Regierung.
Verheiratet war de Ségur mit Charlotte d’Aguesseau. Mit ihr hatte er eine Tochter und drei Söhne, darunter den späteren General Philippe-Paul de Ségur.
1803 nahm ihn das Institut de France als Mitglied auf und die Académie française nahm ihn als Nachfolger des verstorbenen Gabriel-Henri Gaillard (1726–1806) in ihre Reihen auf (Fauteuil 22). Napoleon erhob ihn persönlich in den Adelsstand (Graf). 1813 berief man de Ségur zum Senator. Nicht als Amt, sondern mehr als Ehrentitel war seine Ernennung zum „Oberzeremonienmeister“. Während der Restauration verlieh König Ludwig XVIII. de Ségur die Pairswürde. Als dieser aber während der Herrschaft der Hundert Tage wieder zum Parteigänger Napoleons wurde, verlor er dieses Amt und bekam es erst 1818 zurück.
Im Alter von 76 starb Louis-Philippe de Ségur am 27. August 1830 in Paris.

## Werke (Auswahl)
- Théâtre de l’hermitage. Paris 1798 (2 Bde.).
- Tableau historique et politique de l’Europe de 1786–96. Contenant l’histoire de Frédéric-Guillaume II. 5. Auflage. Paris 1828 (3 Bde.).
- Mémoires. Paris 1859 (2 Bde.).